# William Adelin
William Adelin. född 5 augusti 1103, död 25 november 1120, var Henrik I av England och Edith av Skottlands ende legitime son. Hans morföräldrar var Malcolm III av Skottland och S:t Margaret av Skottland.
Hans tidiga död i samband med det Vita skeppets förlisning förändrade England och Frankrikes politik. Då skeppet sjönk klarade han sig till en livbåt, men dog då han försökte rädda sin syster Matilda, grevinnan av Perche. Eftersom William dog i 17-18-årsåldern, hade han inte haft särskilt stor inverkan på sin fars politik. Men han påverkade det tidiga 1100-talet på två sätt.
Under Henriks långa regeringstid stod kungen inför åtskilliga fientliga hotbilder från sina grannområden. Som del i ett försök att knyta Anjou, som länge varit en rival till Normandie, till sig, trolovade han sonen William med Matilda, äldsta dotter till greve Fulk V av Anjou. Bröllopet ägde slutligen rum 1119. Hustrun reste med ett annat skepp, överlevde och blev abbedissa i Fontevraudklostret.
Kungen av Frankrike var en annan fientlig granne. Ett viktigt tvistemål var att Henrik skulle visa vördnad, Henrik erbjöd 1115 att William skulle göra det i hans ställe, något som accepterades 1120. William visade Ludvig VI av Frankrike sin vördnad någon gång under 1120, och därför räknas han ibland som hertig av Normandie.
Williams mor drottning Edith tjänade vanligtvis som Henriks regent i England då han var i Normandie. Efter hennes död 1118 var William gammal nog att ta över den uppgiften. Han hade kungens rådgivare, såsom Roger av Salisbury, till sin hjälp. Under sitt sista levnadsår kallades han rex designatus (utsedd kung). Trots detta hade William mycket liten makt. 
Andra delen av hans namn skrivs ibland Audelin, Atheling, eller Aetheling. Hur som helst kommer det från det gammalengelska ordet Ætheling, som betyder "kungason".
Hans äldre syster kejsarinnan Maud efterträdde honom som tronföljare till fadern. 